# رئیس‌جمهور ونزوئلا
رئیس‌جمهور ونزوئلا (اسپانیایی: Presidente de Venezuela‎)، رسماً به نام رئیس‌جمهور جمهوری بولیواری ونزوئلا (اسپانیایی: Presidente de la República Bolivariana de Venezuela‎) شناخته می‌شود، رئیس کشور و رئیس دولت در ونزوئلا است. رئیس‌جمهور رهبری اجرایی ملی دولت ونزوئلا را عهده‌دار است و فرمانده کل نیروهای نظامی بولیواری ونزوئلا می‌باشد. با تصویب قانون اساسی ونزوئلا در سال ۱۹۹۹، دوره رئیس‌جمهوری به مدت شش سال تعیین شد و محدودیت دوره رئیس‌جمهوری در سال ۲۰۰۹ برداشت شد.
اداره رئیس‌جمهوری ونزوئلا از زمان اعلان استقلال ونزوئلا و از تاج و تخت اسپانیا در سال ۱۸۱۱ وجود داشته‌است؛ اولین رئیس‌جمهور کریستوبال مندوزا بود. از سال ۱۸۲۱ تا ۱۸۳۰، ونزوئلا عضوی از کلمبیای بزرگ بود و دولت اجرایی ونزوئلا توسط دولت کلمبیایی در بوگوتا جذب شد. هنگامی که ایالت ونزوئلا از کلمبیای بزرگ جدا و مستقل شد، دوره رئیس‌جمهوری زیر رهبری ژوزه آنتونیو پائز بازگشت.
در طول قرن ۱۹، ونزوئلا با ناثابتی سیاسی و استبداد مواجه شد و تا نیمه قرن ۲۰ توسط دیکتاتورهای نظامی منطقه‌ای اداره می‌شد. از سال ۱۹۵۸ به بعد، این کشور دولت‌های دموکراتیکی داشته‌است، که یک استثناء در میان کشورهای منطقه‌ای بود که توسط دیکتاتورهای نظامی اداره می‌شد، و این دوره با رونق اقتصادی مشهودی همراه بود.

## بحران ریاست‌جمهوری ۲۰۱۹
بحران ریاست‌جمهوری ونزوئلا بحرانی بر سر ریاست جمهوری مشروع ونزوئلا است. این بحران از تاریخ ۱۰ ژانویه ۲۰۱۹ آغاز شده‌است. در این تاریخ مجلس ملی ونزوئلا، نتیجه انتخابات ریاست‌جمهوری ۲۰۱۸، که منجر به پیروزی نیکلاس مادورو شد را نامعتبر اعلام کرد. مجلس ملی ونزوئلا در این روز، خوان گوایدو را به عنوان رئیس‌جمهور موقت معرفی کرد.
نشست‌های ویژه‌ای نیز در تاریخ ۲۴ ژانویه در سازمان کشورهای آمریکایی و در تاریخ ۲۶ ژانویه در شورای امنیت سازمان ملل متحد برگزار شدند اما نتیجه‌ای در پی نداشتند.
دولت مادورو می‌گوید این یک کودتا بوده که توسط ایالات متحده و متحدانش برای سرنگونی وی انجام شده‌است.